# Жузеп Тенас

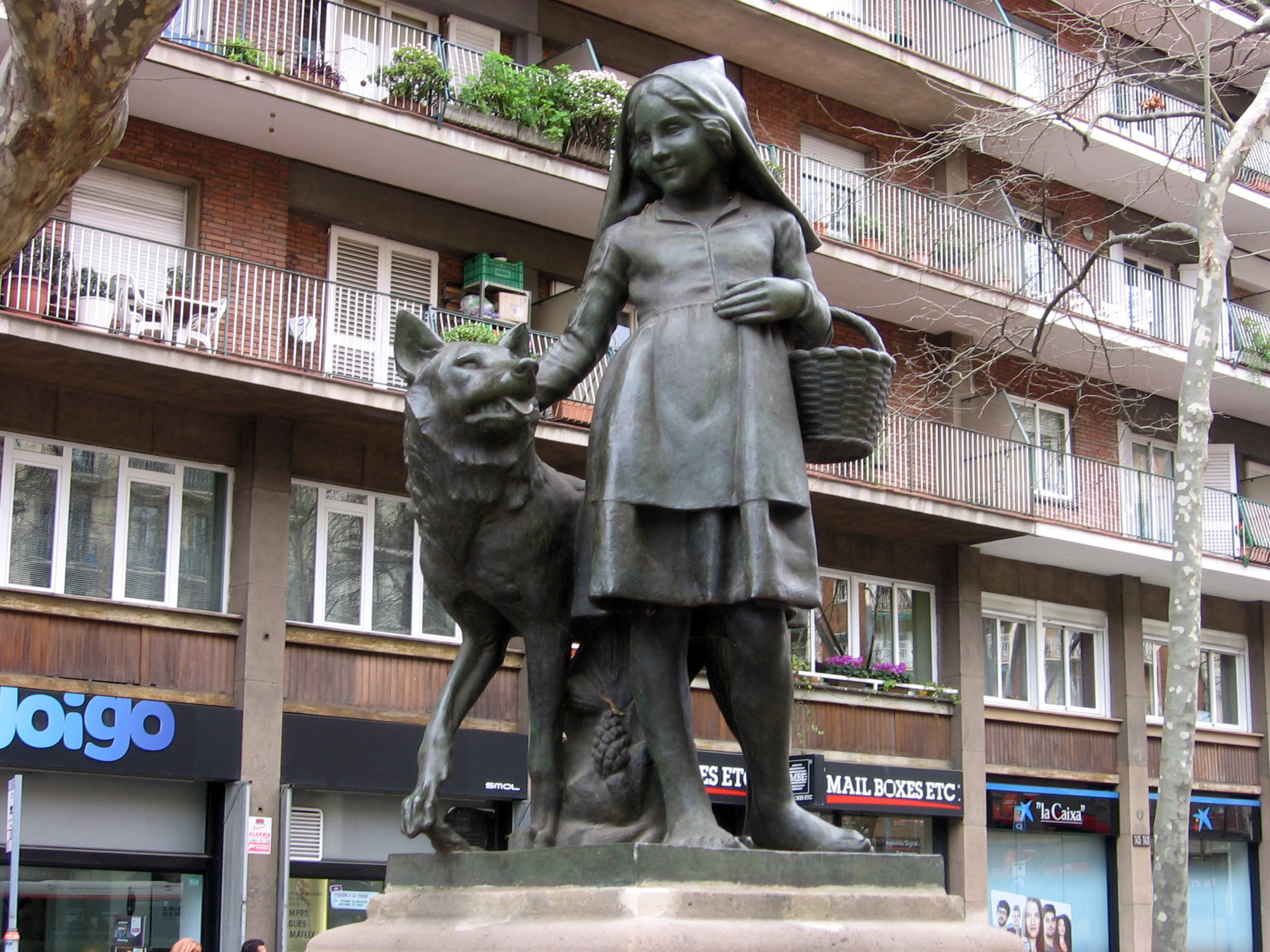
«Фонтан Червоної шапочки» (1921), Барселона

Жузеп Тенас-і-Алівес (кат. Josep Tenas i Alivés; 1892, Сан-Бой-де-Льобрегат — 1943, Барселона) — іспанський (каталонський) скульптор.
Навчався у Пере Карбонеля та Антоні Альсіни у Ескола-де-Льоджа. Виграв грант на навчання у Парижі в Антуана Бурделя. З 1920 року вивчав малювання у Школі витончених мистецтв святого Георгія в Барселоні. Працював зі скульптурою. Створив чотири кам'яні статуї на фасаді будівлі FCC (Fomento de Construcciones y Contratas) в Барселоні.
Вибрані твори:
- «Фонтан Червоної шапочки» (1921), Барселона
- «Рибак» (1928), Барселона
- Пам'ятник Христофору Колумбу (1929), Барселона.